# إيدا ماي بارك
إيدا ماي بارك (بالإنجليزية: Ida May Park) هي كاتبة سيناريو ومخرجة وممثلة أمريكية، ولدت في 28 ديسمبر 1879 في لوس أنجلوس في الولايات المتحدة، وتوفيت بنفس المكان في 13 يونيو 1954.

## وصلات خارجية
- إيدا ماي بارك على موقع IMDb (الإنجليزية)
- إيدا ماي بارك على موقع أول موفي (الإنجليزية)
- إيدا ماي بارك على موقع قاعدة بيانات الأفلام السويدية (السويدية)
- إيدا ماي بارك على موقع قاعدة بيانات الفيلم (الإنجليزية)
- إيدا ماي بارك على موقع كينوبويسك (الروسية)